# Grigore Alexandrescu
Grigore Alexandrescu (ur. 22 lutego 1810 w Târgoviște, zm. 25 listopada 1885 w Bukareszcie) – rumuński poeta romantyczny. Brał udział w powstaniu węgierskim 1848 roku. Jako członek literackiej grupy paszoptystów postulował zainteresowanie folklorem, historią i problemami społecznymi. Autor wielu utworów patriotycznych, poezji miłosnych i bajek.